# 경상북도김천의료원
경상북도김천의료원(慶尙北道金泉醫療院, Gyeongsangbuk-do Gimcheon Medical Center)은 경상북도 김천시에 위치한 경상북도청 산하의 공공병원이다. 경상북도 김천시 모암길 24에 위치하고 있다.

## 연혁
- 1921년 12월 10일 도립 김천병원 개원
- 1983년 7월 1일 지방공사경상북도 김천의료원으로 변경
- 2006년 8월 1일 경상북도 김천의료원으로 변경

## 진료과목
내과, 일반외과, 소아청소년과, 산부인과, 신경과, 신경외과, 정형외과, 안과, 성형외과, 비뇨기과 / 피부과, 이비인후과, 응급의학과(응급실), 마취통증의학과(수술실), 가정의학과, 영상의학과, 진단검사의학과. 통증의학과, 재활의학과, 직업환경의학과.